# Ligne de Celldömölk à Bajánsenye par Boba et Zalaegerszeg
La Ligne de Boba à Bajánsenye est une ligne de chemin de fer de Hongrie.